# Lễ cưới (người Lự)
Lễ cưới (tiếng Thái: ไทลื้องานแต่งงาน;phát âm tiếng Thái: [Thị lụ̄̂x ngān tæ̀ngngān]) là một nghi lễ của đồng bào dân tộc Lự ở Trung Quốc, Việt Nam, Myanmar, Lào và Thái Lan. Em lấy vợ, anh em của vợ thuộc bàng hệ chéo hai, ba đời lại lấy chị em gái của chồng. Không có trường hợp ép duyên. Theo tục ở rể 3 năm sau đó về làm dâu 2 năm thì đôi vợ chồng được phép ra ở riêng để thành đơn vị gia đình hạt nhân sống trong nếp nhà sàn riêng của mình. Trong đám cưới không mang nặng tính thách cưới. Khi nhà có đám cưới, những người trong họ cùng chung gánh vác, nếu trường hợp kinh tế khó khăn chưa đủ điều kiện để làm bữa cơm mời họ hàng thì người ta cho nhau nợ, khi nào có điều kiện làm được thì trả.

## Thời gian thường diễn ra
Lễ cưới của trai gái dân tộc Lự thường diễn ra khi tiết trời đang độ xuân, cây cối đâm chồi nảy lộc, hoa mạ, hoa pon... đua nở.
Đêm hôm nhà trai đưa lễ vật đến nhà gái, chú rể không được đến nhà cô dâu. Đêm ấy, cô dâu và bạn bè tổ chức hát giao duyên tại sân khuống, tạm biệt bạn bè cùng trang lứa để đi lấy chồng.

## Hồi môn
Hồi môn bên họ hàng nhà trai cho ngoài những váy áo, tiền bạc có một điều hết sức thú vị là: đám cưới xong, ngày hôm sau cô dâu đến gánh nước cho họ hàng nhà trai mỗi nhà một gánh; nhà trai trả công cho cô dâu là những con giống như đôi gà, con lợn con hoặc bát đĩa, đồ đan lát... để đôi vợ chồng trẻ làm giống và phát triển sau này.

## Ngày chính lễ
Sáng sớm ông mối bên nhà trai đến thông báo xin giờ để chàng trai đến ở rể. Nhà gái chuẩn bị một bàn rượu, một bát thịt và một đôi đũa tiếp ông mối. Ông mối quỳ trước họ nhà gái và hát những lời có tính chất thông báo, xin cho chàng trai ở rể. Sau đó nhà gái cho ông mối uống một hớp rượu, ăn một miếng thịt nhằm trả ơn người đã mai mối cho đôi trẻ thành vợ thành chồng.
Sau đó đoàn nhà trai đến, dẫn đầu là ông mối. Khi đến chân cầu thang, nhà gái đón tiếp bằng những chén rượu nồng. Mỗi bên đều uống một chén để tỏ lòng thân thiện và đồng ý sự kết duyên của đôi nam nữ. Chủ nhà sắm một lễ gồm đầu, bốn chân và đuôi lợn, gà luộc sẵn trình báo với tổ tiên hôm nay nhà ta có "Kin khéc" (đám cưới con cháu trong nhà). Đoàn nhà trai lên nhà, nhà gái bầy một mâm rượu, đem các lễ vật (của hồi môn cho con gái) trình trước nhà trai như váy, áo, vòng cổ, vòng tay... Trên lễ vật được cắm những bông hoa sặc sỡ (hoa dâm bụt). Cô dâu chú rể lạy trước ông, bà, chú, bác hai bên gia đình. Ông mối hát lời chúc phúc cho hai người thành đôi lứa, sống có ích cho gia đình. Trong thời gian ông mối hát, đôi vợ chồng trẻ vẫn quỳ lạy, đầu chúi xuống chiếu.
Ông mối hát chúc phúc xong, hai bên gia đình mỗi người một tay bám vào các lễ vật ý nói chúc cho hai vợ chồng trẻ hạnh phúc, làm ăn phát đạt, sống có ích cho hai bên gia đình nương nhờ. Mỗi người đến dự cưới buộc chỉ cổ tay cho cô dâu chú rể như muốn buộc chặt tình cảm yêu thương của mình, buộc chặt tình yêu của đôi trẻ với gia đình hai bên. Người Việt gọi là lễ Tơ hồng. Tập tục này cũng có sự tương đồng với các dân tộc Thái ở Châu Á cũng như người Lào, người Khmer và Trung Quốc.
Sau đó họ nhà gái phát cho mỗi người một que sáp ong như sự tạ ơn của gia đình đôi trẻ và tình đoàn kết họ hàng thân tộc như mật ong, sáp ong quyện chặt.
Trong lễ rước dâu truyền thống bắt buộc gồm có “Mâm sính lễ vàng bạc và đồ ăn mặn ngọt” mà nhà trai chuẩn bị để mang đến nhà gái. Nhà gái sẽ thể hiện thiện chí đáp lại bằng cách mang mâm trầu cau đưa ra đón đoàn rước dâu. Mâm sính lễ sẽ chia làm hai loại là mâm sính lễ chính là mâm trầu cau và mâm sính lễ tiền vàng còn mâm sính lệ phụ có đồ mặn ngọt.
Lễ chặn cửa sẽ được thực hiện khi đoàn rước dâu của nhà trai đến cửa của nhà gái. Họ hàng của nhà gái sẽ sắp xếp đứng chặn cửa bằng hình thức hai người đứng hai bên cầm tấm vải lụa hoặc là dây chuyền vàng hay cũng có thể dây chuyền bạc làm thành cửa. Phần lớn người Lự sẽ làm 3 lớp cửa đó là Cửa đích, Cửa bạc và Cửa vàng.
Người Lự quan niệm lễ trao nhẫn cũng được coi như một phần quan trọng trong phong tục cưới. Lễ này sẽ được thực hiện trước mặt người chứng kiến trong gia đình như bố mẹ, họ hàng và bạn bè thân thiết của cả hai bên nhà trai và nhà gái. Khi đến giờ lành, chú rể sẽ trao nhẫn cho cô dâu. Sau đó cô dâu cũng sẽ tiến hành trao nhẫn lại cho chú rể.
Lễ đếm sính lễ sẽ được thực hiện công khai trước mặt những người chứng kiến là bố mẹ, họ hàng thân thuộc của cả hai bên nhà trai và nhà gái. Toàn bộ nghi thức sẽ được tiến hành dưới sự chỉ đạo bởi một “Bậc trưởng lão”. Đồ sính lễ sẽ được nhà trai đặt lên một tấm vải đỏ. Sau đó, nhà gái sẽ đếm sính lễ theo nghi thức truyền thống.
Lễ rót nước thánh được xem là nghi thức vô cùng quan trọng trong lễ đám cưới truyền thống của người Thái. Vì theo phong tục cưới hỏi của người thái thì sau khi đã rót nước thánh rồi thì đôi nam nữ đó đã được coi là chính thức trở thành vợ chồng. Tuy nhiên, ngày nay cô dâu và chú rể phải thực hiện thủ tục đăng ký kết hôn theo quy định của Nhà nước thì mới được xem là vợ chồng hợp pháp.
Trong lễ nhận lạy tạ thì cô dâu chú rể sẽ cầm mâm nhang đèn và “tấm vải lạy tạ” bò đến để lạy tạ bố mẹ. Đây được xem là nghi thức mang ý nghĩa gửi gắm và thể hiện lòng kính trọng. Người lớn sẽ nhận lấy tấm vải và có thể đáp lại bằng “phong bì thêm”.
Lễ trải chỗ ngủ - động phòng là nghi thức cuối cùng phong tục cưới hỏi người Lự. Trong lễ trải chỗ ngủ sẽ mời hai vị trưởng lão cũng là vợ chồng đã từng chung sống với nhau đã lâu và có con cháu để nối dõi tông đường đến thực hiện nghi lễ như hy vọng mang đến sự may mắn cho đôi vợ chồng mới cưới.
Người nam sẽ nằm  về phía bên phải người nữ. Sau đó cả hai sẽ vờ ngủ một lát rồi thức dậy để nói chuyện với nhau qua những chủ đề may mắn như “Chúc ngủ ngon hay là mơ thấy những giấc mơ đẹp”. Rồi  trường lão sẽ dắt tay cô dâu chú rể lên nằm trên giường, chúc chúc cho họ bằng câu “Chúc hai con chung sống với nhau trọn đời đến đầu bạc răng long”. Cho lời khuyên về cách chung sống trong hôn nhân rồi mới tiến hành đi ra khỏi phòng tân hôn.

## Kết thúc lễ
Thủ tục hôn lễ xong, ông mối mời họ hàng nhà gái và dân bản cùng vui chén rượu chúc cho hai vợ chồng trẻ hạnh phúc, làm ăn phát đạt. Cuộc rượu có thể kéo dài đến đêm. Trong thời gian tổ chức "Kin khéc" chú rể luôn đóng vai trò là người tần tảo tháo vát, lúc chạy vào chỗ này, lúc đến chỗ kia để xem bàn tiệc vơi thứ gì thì kịp thời bổ sung. Một điều thú vị nữa trong 3 ngày tính từ đám cưới chính thức chú rể không được ngồi ghế, chỉ ngồi xổm để tiếp khách. Điều này hàm ý cho bố mẹ nhà gái biết tính chịu khó, siêng năng của chàng rể.

## Hôn lễ với tôn giáo
Hôn lễ giữa những người Lự theo đạo Phật thường được tổ chức làm 2 phần: làm lễ theo nghi thức đạo Phật- gồm có tụng kinh của những người cầu nguyện, dâng thức ăn và các đồ lễ khác lên đức Phật và các sư và nghi thức khác có truyền thống dân gian tập trung vào hai bên gia đình của đôi uyên ương.
Thời xưa, việc các sư Phật giáo tham dự vào các nghi lễ của các một đám cưới không được phổ biến. Vì các sư thường được mời tới dự lễ tang liên quan đến cái chết, sự hiện diện của họ tại đám cưới (liên quan đến sự sinh sôi nảy nở, cụ thể là sự sinh sản) là một điềm xấu. Đôi uyên ương thường muốn được ban phúc lành ở một ngôi chùa gần nhà trước hoặc sau lễ cưới, và thường hỏi xin lời khuyên của một nhà sư về tử vi để chọn ngày giờ thích hợp cho đám cưới. Phần không theo nghi thức Phật giáo thường diễn ra ngoài chùa vào một ngày khác.
Ngày nay, các cấm kỵ đã được nới lỏng. Không phải là không phổ biến việc tổ chức hai phần nghi lễ trên chung một ngày, hoặc ngay cả là tổ chức đám cưới trong chùa. Tuy rằng sự phân chia làm hai phần này vẫn còn, nhưng các nghi lễ đã giản tiện đi, trong các đám cưới theo kiểu dịch vụ, các sư chỉ có mặt khi bắt đầu phần nghi lễ đạo Phật và ăn trưa sau khi kết thúc.

## Văn nghệ trong đám cưới
Trong đám cưới dân tộc Lự hầu như hát giao duyên, ngay cả lời bàn bạc với nhau cũng là những câu vần điệu. Ngoài ra, tùy thuộc vào nhóm người Lự thì sẽ hát thêm nhạc mó lam hay luk thung ( chỉ có ở Lào và Thái Lan).